# Vlag van de Stellingwerven

Vlag van de Stellingwerven
(sinds 2009)

De vlag van de Stellingwerven werd op 2009 aangenomen als de streekvlag van de Friese streek de Stellingwerven voor zijn 700-jarig bestaan van de Stellingwerven. De twee rode banen en twee rode griffioenen verwijst naar de twee gemeenten (Ooststellingwerf en Weststellingwerf) in de Stellingwerven. Rood en wit zijn de kleuren van de Stellingwerven. De kleuren en griffioenen komen uit de gemeentevlaggen van Ooststellingwerf en Weststellingwerf.

## Waterschapsvlag

Vlag van het waterschap De Stellingwerven
(1983-2004)

De vlag van De Stellingwerven werd op 30 augustus 1983 vastgesteld aan het Friese waterschap toegekend. De beschrijving van de vlag is als volgt:
Zeven golvende banen van zwart en wit, minimaal 7 keer golvend; over alles en op 1/3 vlaglengte een gele ongebreidelde wolf met rode tong en nagels en 6/7 vlaghoogte.
De vlag toont dezelfde beeld het wapen. De drie witte golven vertegenwoordigen de drie beken die het water naar het IJsselmeer afvoeren: de Linde, Tjonger en De Scheene. De wolf roept herinneringen op aan de wilde dieren die vroeger in grote hoeveelheden in dit moerasgebied leefden. In 1712 werd de laatste wolf hier neergeschoten.
Vanaf 2004 is de vlag niet langer als de vlag van deze waterschap in gebruik omdat het waterschap De Stellingwerven in de nieuwe gemeente Wetterskip Fryslân op is gegaan.

## Verwante symbolen

Wapen van De Stellingwerven
Vlag van Ooststellingwerf
Vlag van Weststellingwerf

Aa en Maas · Amstel, Gooi en Vecht · Brabantse Delta · Delfland · De Dommel · Drents Overijsselse Delta · Fryslân · Hollands Noorderkwartier · Hollandse Delta · Hunze en Aa's · Limburg · Noorderzijlvest · Rijn en IJssel · Rijnland · Rivierenland · Scheldestromen · Schieland en de Krimpenerwaard · De Stichtse Rijnlanden · Vallei en Veluwe · Vechtstromen · Zuiderzeeland
Voormalige waterschappen: 
De Aa · De Aarlanden · Alblasserwaard en de Vijfheerenlanden · De Alm · Amelander Grieën · Amstel- en Gooiland · Amstelland · Boarn en Klif · De Bovenvecht · Drentse Aa · Duurswold · Eemszijlvest · Goeree-Overflakkee · Gouwelanden · Groot Maas en Waal · Groot-Haarlemmermeer · Groot-Waterschap van Woerden · Groote Waard · Haarlemmermeerpolder · Hulster Ambacht · IJsselmonde · Krimpenerwaard · Land van Heusden en Altena · Het Lange Rond · Lauwerswâlden · Leidse Rijn · Linge · De Maaskant · Het Maasterras · Mark en Dintel · Marne-Middelsee · Meer en Woude · De Middelsékrite · De Nederwaard · Noord-Beveland · Noord- en Zuid-Beveland · Noord-Limburg · Noord-Veluwe · Noordhollands Noorderkwartier · Noordoostpolder · Noordwoude · Oldambt · Oude IJssel · De Overwaard · De Proosdijlanden · Purmer · Regge en Dinkel · De Runde · Salland · Schermer · Schieland · De Schipbeek · Schouwen-Duiveland · Sevenwolden · De Stellingwerven · Tholen · Tusken Waed en Ie · Uitwaterende Sluizen in Kennemerland en West-Friesland · De Vechtlanden · De Vier Noorder Koggen · Het Vrije van Sluis · De Waadkant · Walcheren · Waterland · De Waterlanden · Westergo's IJsselmeerdijken · Westerkwartier · Westfriesland · Wilck en Wiericke · Wilhelminapolder · Zuiveringschap Limburg